# فرودگاه محلی تولاهما
فرودگاه محلی تولاهما  (به انگلیسی: Tullahoma Regional Airport) یک فرودگاه همگانی با کد یاتا THA است که یک باند فرود آسفالت دارد و طول باند آن ۱۵۲۵ متر است. این فرودگاه در کشور ایالات متحده آمریکا قرار دارد و در ارتفاع ۳۲۹٫۸ متری از سطح دریا واقع شده است.